# Limnia paludicola
Limnia paludicola är en tvåvingeart som beskrevs av Elberg 1965. Limnia paludicola ingår i släktet Limnia och familjen kärrflugor. Arten är reproducerande i Sverige. Inga underarter finns listade i Catalogue of Life.